# Kazimierz Sikorski (pijar)
Kazimierz Sikorski (ur. 1736, zm. 1780) – polski etyk i matematyk, pijar.
Wykładowca w Łomżyńskiej Szkole Pijarskiej. Napisał wiele podręczników dla szkół średnich, m.in.:
- Arithmetica brevis et facilis ad usum studiosae iuventutis (Arytmetyka czyli nauka rachunkowa dla użytku sposobiących się do nauk matematycznych), Warszawa 1761[1]
- Mowy Moralne − podręcznik etyczny